# Liste der Baudenkmale in Sudwalde
In der Liste der Baudenkmale in Sudwalde sind alle Baudenkmale der niedersächsischen Gemeinde Sudwalde aufgelistet. Die Quelle der Baudenkmale ist der Denkmalatlas Niedersachsen. Der Stand der Liste ist der 15. März 2021.

## Allgemein
In den Spalten befinden sich folgende Informationen:
- Lage: die Adresse des Baudenkmales und die geographischen Koordinaten. Kartenansicht, um Koordinaten zu setzen. In der Kartenansicht sind Baudenkmale ohne Koordinaten mit einem roten Marker dargestellt und können in der Karte gesetzt werden. Baudenkmale ohne Bild sind mit einem blauen Marker gekennzeichnet, Baudenkmale mit Bild mit einem grünen Marker.
- Bezeichnung: Bezeichnung des Baudenkmales
- Beschreibung: die Beschreibung des Baudenkmales. Unter § 3 Abs. 2 NDSchG werden Einzeldenkmale und unter § 3 Abs. 3 NDSchG Gruppen baulicher Anlagen und deren Bestandteile ausgewiesen.
- ID: die Objekt-ID des Baudenkmales
- Bild: ein Bild des Baudenkmales, ggf. zusätzlich mit einem Link zu weiteren Fotos des Baudenkmals im Medienarchiv Wikimedia Commons. Wenn man auf das Kamerasymbol klickt, können Fotos zu Baudenkmalen aus dieser Liste hochgeladen werden:

## Sudwalde

### Einzelbaudenkmale
| Lage                                                | Bezeichnung              | Beschreibung | ID       | Bild           |
| --------------------------------------------------- | ------------------------ | --- | -------- | -------------- |
| Affinghäuser Straße 53 52° 47′ 45″ N, 8° 50′ 29″ O  | Kirche                   | Die Kirche zu Sudwalde ist eine Pfarrkirche aus dem 13. Jahrhundert als frühgotischer Saalbau mit einem eingezogenen Chor. Nach Plänen von C. W. Hase wurde sie 1880 neoromanisch umgestaltet und nach Westen um ein Joch und einen Turm erweitert. Malereien im Chor von 1501. Die Gewölbe des Schiffs wurden bei der Umgestaltung errichtet. Altar, Empore und Orgel stammen von 1880, der Taufstein von um 1500. | 34443973 | Weitere Bilder |
| Affinghäuser Straße 53 52° 47′ 45″ N, 8° 50′ 32″ O  | Kriegerdenkmal           | Das Denkmal steht auf einem kleinen Post und zeigt nach Westen und nach Osten jeweils ein figürliches Hochrelief auf einem Sandsteinquader. Darauf ist ein angedeutetes Tatzenkreuz aufgesetzt. Vor dem Denkmal liegen drei Steinplatten. die Anlage auf dem Kirchhof ist zur Erinnerung an die Toten des Ersten Weltkrieges geschaffen worden.                                                                     | 34443994 |                |
| Affinghäuser Straße 32 52° 47′ 31″ N, 8° 50′ 42″ O  | Mühle                    | Die Galerie-Holländerwindmühle wurde 1881 errichtet und war bis 1977 im Betrieb. Es folgte ein Umbau zu Wohnzwecken. | 34443953 |                |
| Mallinghäuser Straße 10 52° 47′ 40″ N, 8° 50′ 23″ O | Wohn-/Wirtschaftsgebäude | Das Fachwerkgebäude wurde 1766 als Heuerlinghaus mit reetgedecktem Krüppelwalmdach und Steinausfachungen errichtet; seit 2001 Dorfgemeinschaftshaus | 34444014 |                |
| Mallinghäuser Straße 13 52° 47′ 42″ N, 8° 50′ 24″ O | Backhaus                 | verfallenes Fachwerkhaus mit Steinausfachungen und mit Satteldach | 34444054 |                |

## Bensen

### Einzelbaudenkmale
| Lage                                  | Bezeichnung | Beschreibung | ID       | Bild           |
| ------------------------------------- | ----------- | --- | -------- | -------------- |
| Bensen 15 52° 48′ 22″ N, 8° 51′ 45″ O | Backhaus    | Das eingeschossige Fachwerkgebäude wurde unter einem Satteldach errichtet.                                                                                                  | 34443793 |                |
| Bensen 17 52° 48′ 17″ N, 8° 52′ 35″ O | Mühle       | Die Galerieholländer-Windmühle wurde 1872 errichtet, ihr Betrieb 1965 beendet. Es erfolgte eine Teildemontage. Die Inneneinrichtung kam 2011 in die Mühle von Emtinghausen. | 34443813 | Weitere Bilder |

## Menninghausen

### Gruppe: Hofanlage, Menninghausen Nummer 7
Die Gruppe „Hofanlage, Menninghausen Nummer 7“ hat die ID 34628387.

| Lage                                               | Bezeichnung              | Beschreibung              | ID       | Bild |
| -------------------------------------------------- | ------------------------ | ------------------------- | -------- | ---- |
| Menninghausen Nummer 7 52° 48′ 50″ N, 8° 49′ 43″ O | Scheune                  | Hofanlage Menninghausen 7 | 34443900 | BW   |
| Menninghausen Nummer 7 52° 48′ 48″ N, 8° 49′ 42″ O | Wassermühle/Scheune      |                           | 34443926 | BW   |
| Menninghausen Nummer 7 52° 48′ 47″ N, 8° 49′ 44″ O | Wohn-/Wirtschaftsgebäude |                           | 34443874 | BW   |
| Menninghausen Nummer 7 52° 48′ 48″ N, 8° 49′ 45″ O | Stallanbau               |                           | 34444093 | BW   |

### Einzelbaudenkmale
| Lage                                        | Bezeichnung              | Beschreibung | ID       | Bild |
| ------------------------------------------- | ------------------------ | ------------ | -------- | ---- |
| Menninghausen 6 52° 48′ 41″ N, 8° 49′ 42″ O | Wohn-/Wirtschaftsgebäude |              | 34443833 |      |